# Leeftijdsgrens
Een leeftijdsgrens geeft aan dat men boven of beneden de genoemde leeftijd bepaalde rechten en/of plichten heeft.

## Algemene regels
Een leeftijdsgrens kan door de wet of in een privaatrechtelijke overeenkomst, bijvoorbeeld een CAO, worden vastgesteld. In het laatste geval mag zij natuurlijk niet in strijd met de wet zijn. Buitenlanders moeten zich houden aan de leeftijdsgrenzen van het land waar zij verblijven: Een 19-jarige Nederlander of Belg mag bijvoorbeeld in de Verenigde Staten geen dranken die alcohol bevatten kopen. In zwaarwegende gevallen kunnen echter ook de leeftijdsgrenzen van het land van herkomst gelden: een Nederlander kan bijvoorbeeld gestraft worden voor seksueel verkeer met een persoon beneden de 16, ook al geldt een andere leeftijdsgrens in het land waar dat heeft plaatsgevonden. Vroeger bestonden vaak afzonderlijke leeftijdsgrenzen voor mannen en vrouwen: vrouwen mochten bijvoorbeeld op lagere leeftijd trouwen. Op grond van het verbod op discriminatie op grond van geslacht zijn deze verschillen in de westerse wereld echter goeddeels verdwenen.

## Argumenten voor en tegen leeftijdsgrenzen
Leeftijdsgrenzen worden enerzijds ingevoerd om jeugdige en oudere personen tegen zichzelf en anderen te beschermen, anderzijds om de maatschappij tegen onverantwoord gedrag van met name jongeren te beschermen. Het eerste argument geldt bijvoorbeeld voor leerplicht en verbod op kinderarbeid, het tweede voor de leeftijdsgrens voor kiesrecht en het besturen van motorvoertuigen. Een voordeel van algemene leeftijdsgrenzen is dat ze eenvoudig te handhaven zijn. Anders zou men bijvoorbeeld psychologische testen moeten uitvoeren om te zien of jongeren al toe zijn aan het gebruik van alcohol en ouderen jaarlijks moeten keuren om hun recht op ouderdomspensioen vast te stellen. Aan de andere kant wordt steeds sterker geprotesteerd tegen de leeftijdsdiscriminatie die het gevolg is van rigide leeftijdsgrenzen. In veel gevallen kiest men dan ook voor een keuring in plaats van een leeftijdsgrens. In Nederland bestaat bijvoorbeeld geen maximumleeftijd voor de bevoegdheid een motorvoertuig te besturen, maar men moet boven de 70 wel gekeurd worden voor verlenging van het rijbewijs.

## Handhaving van leeftijdsgrenzen
Leeftijdsgrenzen kunnen op verschillende manieren worden gehandhaafd:
- Het overtreden van de regels is domweg niet mogelijk. Instanties die rijbewijzen verstrekken of pensioenen uitkeren beschikken over de geboortedatum van de aanvragers.
- Burgerrechtelijke gevolgen. Overeenkomsten met minderjarigen zijn nietig.
- Straffen voor de personen buiten de leeftijdsgrenzen: Personen beneden de daarvoor geldende leeftijdsgrens die alcohol drinken worden gestraft. Deze straf heeft vooral zin als de leeftijdsgrens is ingesteld om de maatschappij tegen dronken jongeren te beschermen.
- Straffen voor anderen die zich niet aan de regels over leeftijdsgrenzen houden: Het verkopen van tabak of alcohol aan personen beneden de 18 is in Nederland strafbaar. Ouders moeten hun leerplichtige kinderen naar school sturen.

## Veel voorkomende leeftijdsgrenzen
- Burgerrechtelijke meerderjarigheid: benedengrens
- Strafrechtelijke meerderjarigheid: benedengrens
- Seksuele meerderjarigheid: benedengrens
- Huwelijk: benedengrens (huwbare leeftijd en huwelijksmeerderjarigheid)
- Leerplicht: beneden- en bovengrens
- Stemrecht: benedengrens
- Adoptie en kunstmatige bevruchting: beneden- en bovengrens
- Rijbevoegdheid voor motorvoertuigen: benedengrens
- Uitoefenen van bepaalde beroepen en functies: beneden- en soms bovengrens
- Recht op pensioen: benedengrens
- Koop tabak en alcohol: benedengrens
- Leeftijdsgrenzen voor films en computergames: benedengrens

## Leeftijdsgrenzen in Nederland
- Leerplicht: 5-16 jaar (gedeeltelijk partieel, met uitzonderingen)
- Koop alcoholhoudende drank, drugs en tabak: 18 jaar
- Vuurwerk: resp. 12, 16 of 18 jaar
- Strafrechtelijke en burgerrechtelijke meerderjarigheid, stemrecht, huwelijk: 18 jaar
- Rijbevoegdheid: 18 jaar of 17 jaar onder begeleiding van een minimaal 27 jaar oude bestuurder die minstens 5 jaar een rijbewijs heeft
- Rijbevoegdheid voor zware motoren: 21 jaar
- Recht op AOW: 65 jaar. In 2019 was de AOW-leeftijd 66 jaar en in 2023 was dat 66 jaar en 10 maanden. Vanaf 2024 wordt de AOW-leeftijd gekoppeld aan de levensverwachting.
- Recht op volledig minimumloon: 21-65 jaar